# Bernd Petelkau

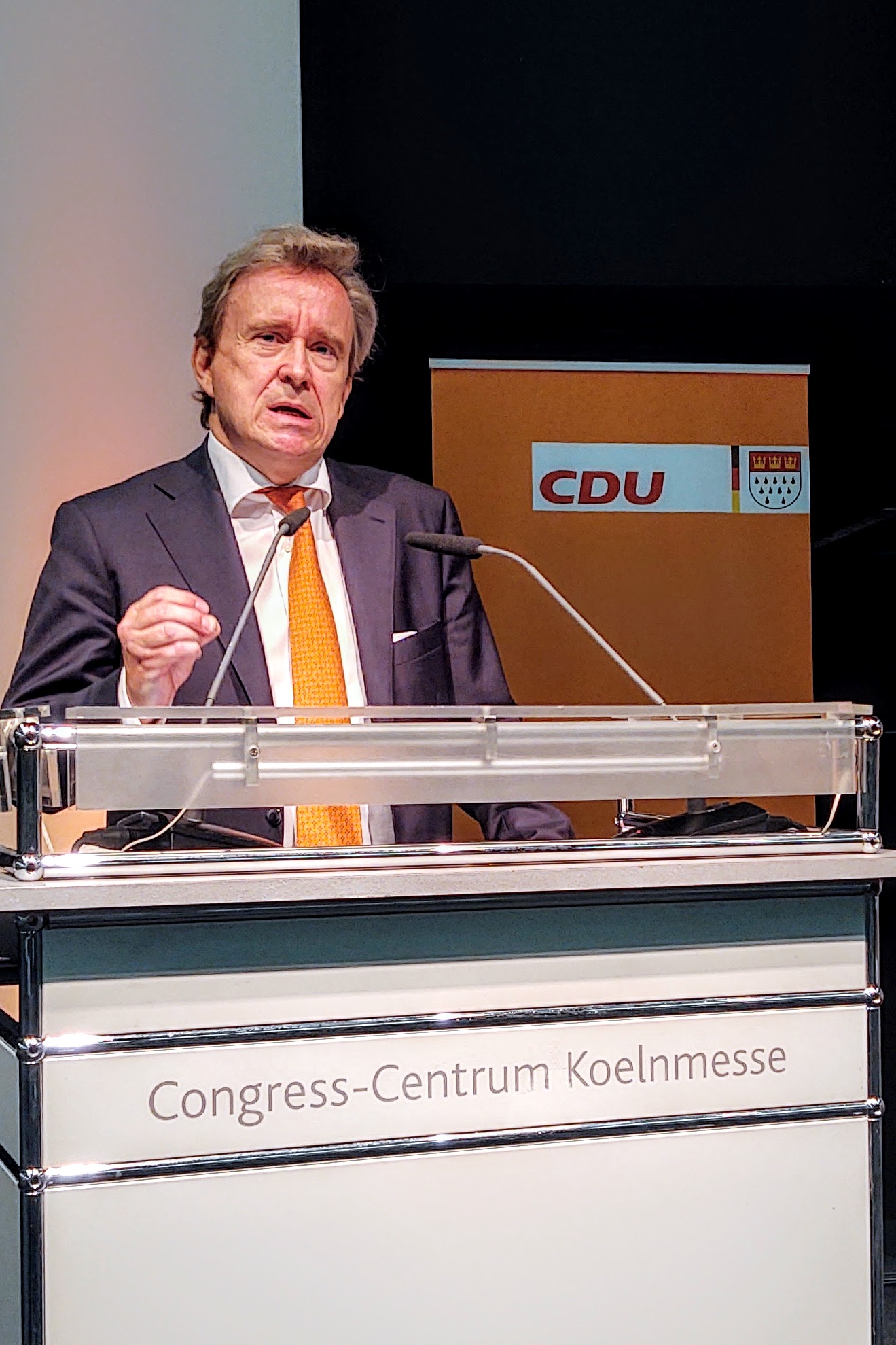
Bernd Petelkau, 2021

Bernd Petelkau (* 10. Februar 1965 in Köln) ist ein deutscher Politiker der Christlichen Demokratischen Union Deutschlands (CDU) und derzeitiger Aufsichtsratsvorsitzender der RheinEnergie AG. Von 2017 bis 2022 war er Abgeordneter des Landtags Nordrhein-Westfalen.

## Leben
Petelkau schloss sein Studium an der Universität zu Köln als Diplom-Kaufmann ab. Er war von 2002 bis Mai 2016 als Bereichsleiter Credit-Portfolio-Management und Prokurist der Eurohypo AG und anschließend als Abteilungsleiter und Prokurist der LSF Loan Solutions Frankfurt GmbH tätig, die zum 31. Dezember 2018 ihre operative Geschäftstätigkeit einstellte. Diese Tätigkeit übte Petelkau zum Schluss nur noch in Teilzeit aus. Petelkau gehört seit 2014 dem Aufsichtsrat der Rheinenergie AG an und ist seit 2016 dessen Vorsitzender.
Petelkau, der seit 1982 Mitglied der CDU ist, wurde 2011 zum Vorsitzenden des CDU-Stadtbezirksverbandes Köln-Lindenthal gewählt. Am 25. Mai 2014 wurde er in den Rat der Stadt Köln gewählt. Am 14. Mai 2017 gelang ihm der Einzug als Abgeordneter in den Landtag von Nordrhein-Westfalen im Landtagswahlkreis Köln II als Direktkandidat. Nach der Landtagswahl 2022 schied er wieder aus dem Landtag aus. Er ist Vorsitzender der CDU-Fraktion im Kölner Stadtrat. Das Amt des Kreisvorsitzenden der CDU Köln, welches er seit 2014 innehatte, verlor er 2023 in einer Kampfabstimmung an Karl Alexander Mandl.

## Privates
Petelkau ist verheiratet und hat vier Kinder. Er lebt in Köln-Müngersdorf.